# Pandemia de COVID-19 en Suecia
La Pandemia de COVID-19 en Suecia fue causada por el síndrome respiratorio agudo severo coronavirus 2 (SARS-CoV-2), llegó a Suecia el 31 de enero de 2020, cuando una mujer que regresaba de Wuhan dio positivo. El 26 de febrero, después de brotes en Italia y en Irán, aparecieron múltiples grupos relacionados con los viajes en Suecia. La transmisión comunitaria se confirmó el 9 de marzo en la región de Estocolmo. La primera muerte se informó el 11 de marzo en Estocolmo, un caso de transmisión comunitaria.
El día 15 de marzo (a las 14 horas), había 992 casos confirmados de personas infectadas — ingresadas en hospitales o aisladas en casa. La mayoría de los casos están relacionados con viajes al extranjero, en especial a Italia, y en menor grado a Austria. Un número pequeño, pero creciente, de casos resulta de infecciones en la propia Suecia. Suecia comenzó a analizar el virus en enero y, a partir del 17 de mayo de 2020, se analizaron aproximadamente 276 000 muestras. Hasta el 24 de septiembre de 2020, ha habido 89 756 casos confirmados, de los cuales 2.387 han recibido cuidados intensivos y 5.876 muertes confirmadas relacionadas con COVID-19 en Suecia, siendo el condado de Estocolmo el más afectado. A principios de junio, el número de muertes con COVID-19 confirmado ha sido significativamente mayor en Suecia en comparación con otros países escandinavos. Al igual que otros países europeos, cerca de la mitad de los fallecidos vivían en hogares de ancianos.
La Autoridad Nacional de la Salud Pública (Folkhälsomyndigheten) es la agencia gubernamental responsable de la protección contra esta enfermedad contagiosa, y de la coordinación de medidas a nivel nacional. Una de sus competencias es el seguimiento activo de los contactos habidos entre las personas identificadas como portadoras de la enfermedad. En su trabajo, coopera activamente con la Unión Europea y la Organización Mundial de la Salud (WHO).
La pandemia ha sometido al sistema sanitario sueco a graves tensiones, con decenas de miles de operaciones pospuestas. Inicialmente, los hospitales suecos y otras instalaciones informaron una escasez de equipos de protección personal. Al comienzo de la pandemia, se expresó la preocupación de que los hospitales suecos no tuvieran la capacidad suficiente para tratar a todos los que pudieran enfermarse con la enfermedad, especialmente en lo que respecta a aquellos que necesitan cuidados intensivos. Los hospitales suecos finalmente pudieron duplicar el número de camas de cuidados intensivos en unas pocas semanas, y la capacidad máxima nunca se superó. Sin embargo, en Suecia no se realiza el confinamiento como ocurre en la mayoría de países. Esto dio como resultado un aumento sin precedentes de la cobertura de noticias internacionales en Suecia.
Suecia tiene varias veces el número de casos confirmados y muertes de todos los países escandinavos vecinos. Al igual que en otros países europeos, cerca de la mitad de los que murieron habían estado viviendo en hogares de ancianos.

## Cronología

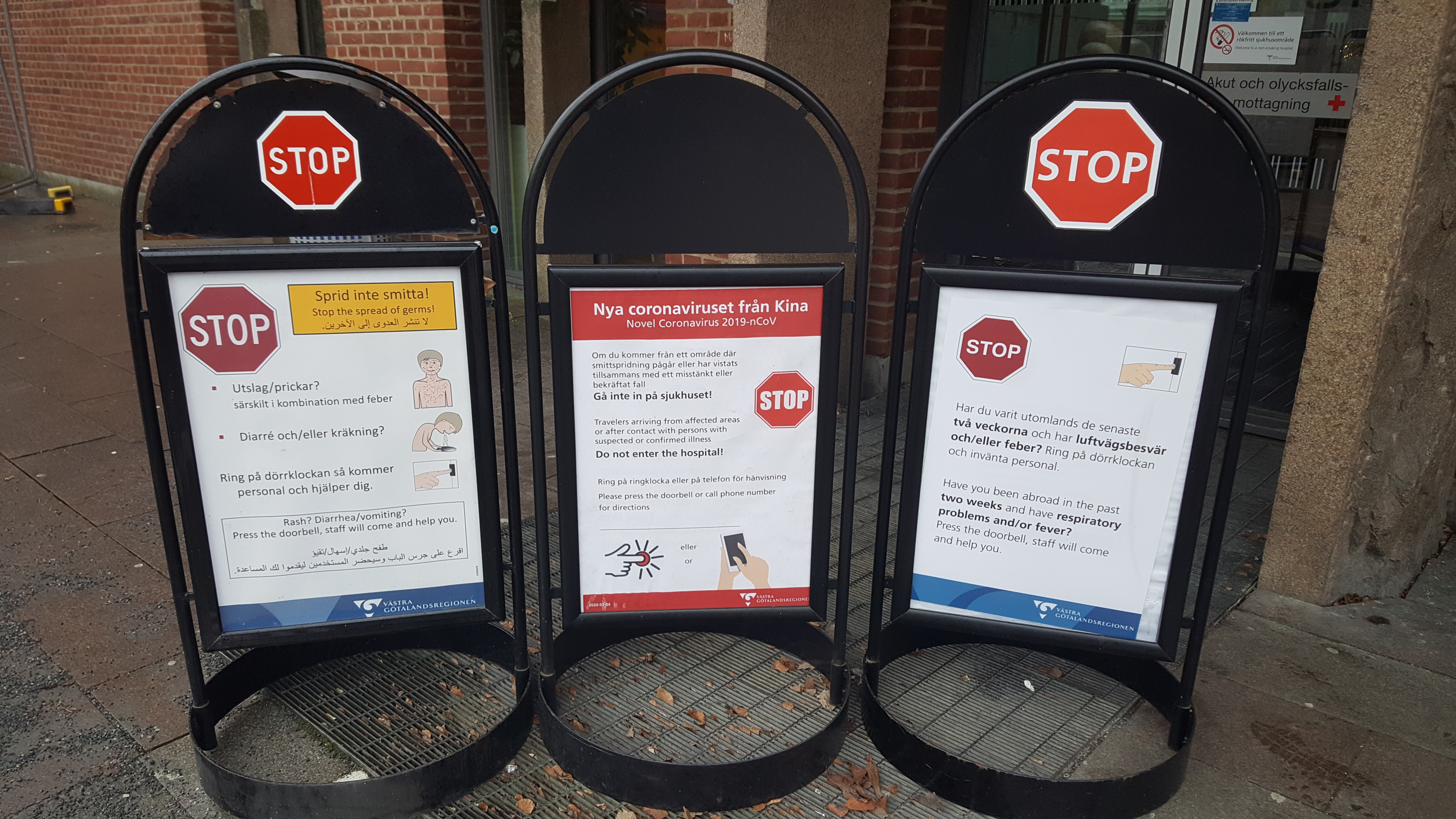
Cartel en el exterior del hospital Sahlgrenska, Gotemburgo, pidiendo a los pacientes que esperen en el exterior y toquen la campanilla.

- El primer caso de coronavírus en Suecia fue confirmado el 31 de enero. La enferma era una mujer de cerca de 20 años que había vuelto a Suecia el 24 de enero, tras tener estado en la ciudad china de Wuhan, considerada el epicentro del nuevo coronavírus. Fue aislada en el hospital de Jönköping, y se encontraba en estado estable. Fue declarada curada el 3 de marzo.[19][20][21]
- Casi un mes después, el 26 de febrero, fue confirmado el segundo caso: un hombre de cerca de 30 años fue ingresado en el hospital Sahlgrenska, en Gotemburgo, tras tener estado en el norte de Italia.[22]
- El 27 de febrero fueron confirmados 5 nuevos casos: 3 casos en Västra Götaland, uno en Estocolmo y uno en Uppsala. Dos de los enfermos, con cerca de 30 años, habían tenido contacto con el hombre de Gotemburgo, y fueron encontrados tras una búsqueda activa por las autoridades. Los otros tres habían sido contagiados en Irán, en Alemania y en el norte de Italia. Fueron ingresados en el hospital Sahlgrenska, en Gotemburgo, en el hospital Karolinska, en Estocolmo, y en el hospital de Upsala.[23]
- El 28 de febrero, fueron identificados cuatro nuevos casos, dos en Estocolmo, uno en Upsala y uno en Jönköping.[24]
- El 29 de febrero, fueron constatados dos casos más: uno en Västra Götaland y uno en Estocolmo.[24]
- El 14º caso fue confirmado el 1 de marzo, en Västra Götaland. El enfermo es una persona de cerca de 30 años, que estuvo en el norte de Italia con otra persona también infectada, y viajó en avión hacia Gotemburgo, con parada en Alemania.[25]
- El 2 de marzo, fue anunciado un caso más: una persona en Estocolmo, que había estado en el norte de Italia, estaba aislada en el Hospital Universitario Karolinska.[26]
- El 3 de marzo, se informó de un nuevo caso en el condado de Escânia, una paciente que había estado en el norte de Italia.[27]
- El día 5 de marzo, la Autoridad Nacional de la Salud Pública (Folkhälsomyndigheten) relata la existencia de infectados detectados en Örebro, Gävleborg y Värmland, más allá de los anteriores casos reportados en Västra Götaland, Estocolmo, Jönköping, Uppsala, y Escânia.[28][29]
- El 10 de marzo, fue reportada la existencia de nuevos casos en nuevos condados - Västerbotten, Norrbotten, Sörmland, Östergötland, Västernorrland y Jämtland-Härjedalen.[30]
- El día 12 de marzo fueron informados casos en los 21 condados del país.[31]
- El 1 de mayo la Organización Mundial de la Salud elogió a Suecia como “un modelo para alcanzar una nueva normalidad” con el coronavirus.[32]
- El 7 de diciembre, las escuelas de Estocolmo cambiaron a educación a distancia y el gobierno comenzó a recomendar mascarillas en el transporte público por primera vez, habiendo sido anteriormente uno de los pocos países que no las recomendaba.[33] El sistema de salud en Estocolmo se vio particularmente abrumado, con el 99% de las camas de cuidados intensivos llenas y el personal del sector privado fue llamado a intervenir debido a la escasez de personal. Una comisión independiente publicó un informe en diciembre que criticaba el enfoque de Suecia por no proteger a los residentes de los hogares de ancianos al permitir que el virus se generalizara. El rey Carl XVI Gustaf y Stefan Löfven caracterizaron el enfoque de Suecia como un 'fracaso' en diciembre de 2020 debido al alto número de muertes. Löfven sugirió que muchos expertos no habían podido predecir ni prepararse para la gravedad del aumento durante el invierno. La aprobación pública de Tegnell y las autoridades sanitarias suecas también cayó al nivel más bajo desde el comienzo de la pandemia, 59%, en respuesta al aumento. Los vecinaos Finlandia y Noruega criticaron el enfoque de Suecia por socavar potencialmente sus propias medidas preventivas.[33]

## Impacto

### Financiero y económico
En marzo, la ministra de Finanzas de Suecia, Magdalena Andersson, dijo que el gobierno creía que la economía sueca apenas se vería afectada por la pandemia, con una caída del 4% en el producto interno bruto (PIB), similar a los niveles observados después de la crisis financiera de 2008. Andersson también advirtió que también esperaban que el desempleo aumentara hasta un 9% durante el año.  En un pronóstico del Instituto Nacional de Investigación Económica de Suecia publicado a fines de abril, se esperaba que el PIB sueco cayera con un 7% durante 2020 debido al impacto de la pandemia en curso. La Comisión Europea predijo que la economía sueca se contraería -6.1%, un nivel similar al de la eurozona (-7.7%). En junio, el banco central sueco Sveriges Riksbank pronosticó una caída del 10%. Esto se debió principalmente a que la economía sueca dependía en gran medida de las exportaciones (que se atribuyen a alrededor de la mitad del PIB sueco) y se pronostica que la economía global en disminución disminuirá la demanda internacional de bienes y servicios suecos. La economía también se vio afectada por problemas con las líneas de suministro mundiales, lo que obligó a algunas de las mayores empresas manufactureras de Suecia, incluidas Scania y Volvo Cars, a detener su producción en marzo, así como a una disminución en el consumo. El Instituto Nacional de Investigación Económica también expuso que el desempleo en Suecia aumentaría al 11% durante 2020, y la Agencia de Pensiones de Suecia calculó una caída del 1,5% en las pensiones para 2021, ya que las pensiones suecas están vinculadas al PIB y los ingresos. Si bien algunos predijeron un repunte ya en la segunda mitad de 2020, Andersson advirtió que las cosas "podrían empeorar antes de mejorar". A mediados de junio, Andersson dijo que era posible que Suecia hubiera llegado al final de la recesión, dado que el gobierno había revisado su pronóstico a una caída del PIB del -6% en el PIB y un nivel de desempleo del 9.3% (por debajo del -7% y 11% respectivamente en su pronóstico anterior) aunque esperaban que el desempleo aumentara aún más en 2021 al 10.3% . Sin embargo, advirtió que todavía había una gran incertidumbre con respecto a los números. Del mismo modo, el Instituto Nacional de Investigación Económica también revisó su pronóstico a la baja, a una caída de -5.5% en el PIB y para que el desempleo aumente a 8.5% durante 2020, con un aumento adicional de hasta 10% en 2021.
A mediados de marzo, el gobierno propuso un paquete de emergencia de 300 mil millones de SEK (€ 27 mil millones) para reducir el impacto económico de la crisis. La propuesta incluía un sistema con una reducción en las horas de trabajo donde el gobierno pagará la mitad del salario, con el objetivo de ayudar a las empresas a mantenerse a flote sin tener que hacer despidos. Además, el gobierno pagaría los gastos del empleador por cualquier licencia por enfermedad, que normalmente se comparte entre el empleador y el estado. Los costos normales de las contribuciones del empleador también se han descontinuado temporalmente para los propietarios de pequeñas empresas. Esto ahorrará a las pequeñas empresas aproximadamente 5000 SEK por empleado cada mes, pero dará como resultado una pérdida de ingresos fiscales de 33 mil millones de SEK. El paquete presupuestario de emergencia propuesto por el gobierno a mediados de marzo para disminuir el impacto económico de la crisis recibió apoyo en todo el espectro político, incluidos todos los partidos de oposición en el Riksdag. También fue bien recibido por los sindicatos, así como por los sectores privado y empresarial. Sin embargo, algunos representantes sindicales destacaron que "no será suficiente", una opinión compartida por la organización de empleadores más importante, la Confederación de Empresas Suecas.
El 2 de abril, la Autoridad de Supervisión Financiera ('Finansinspektionen') decidió que los bancos suecos pueden permitir temporalmente exenciones para los prestamistas hipotecarios de vivienda con respecto a la amortización de préstamos.

### Transporte
El transporte aéreo en Suecia está dirigido principalmente por compañías públicas y privadas, principalmente el Sistema de Aerolíneas Escandinavas (SAS) y el Norwegian Air Shuttle, y ha sido severamente afectado por la pandemia y ha sido muy reducido. Al igual que las aerolíneas de todo el mundo, las compañías aéreas de Suecia han reducido la frecuencia de sus vuelos, han reducido su fuerza laboral y han pedido ayuda financiera al gobierno local. El 15 de marzo, SAS anunció que reduciría temporalmente su fuerza laboral en 10 000 personas, lo que constituye aproximadamente el 90% de su fuerza laboral. S Pronto se cancelaron casi todos los vuelos nacionales. Las autoridades suecas desaconsejaron todos los viajes no esenciales dentro y fuera de Suecia. SAS Group decidió volar solo cuatro salidas nacionales y cuatro llegadas nacionales desde Arlanda desde el 6 de abril de 2020, más algunos vuelos internacionales, mientras que Norwegian canceló todos los vuelos nacionales en Suecia.
El transporte ferroviario en Suecia, que está dirigido principalmente por el operador público SJ AB, ha continuado operando durante toda la pandemia, aunque con un horario ligeramente reducido para que se puedan agregar vagones adicionales a los trenes, lo que junto con menos boletos disponibles para venta, tiene como objetivo garantizar el distanciamiento social de aquellos pasajeros que continúan viajando. La disminución en los viajes tuvo un gran impacto en el sector del transporte público debido a una pérdida de ingresos en la venta de boletos, lo que llevó a la asociación comercial Asociación de Transporte Público de Suecia (Svensk kollektivtrafik) a solicitar ayuda financiera al gobierno.

### Educación
El 13 de marzo de 2020, la prueba de Aptitud Académica Sueca de Primavera (′ Högskoleprovet ′) se canceló y afectó a aproximadamente 70 000 futuros estudiantes que se habían inscrito. Esta fue la primera vez que la prueba de aptitud académica sueca se canceló desde que se estableció en 1977. El 23 de marzo de 2020, la Agencia Nacional de Educación de Suecia ('Skolverket') canceló las pruebas nacionales para dar a los docentes en Suecia más tiempo para prepararse para la posibilidad de la educación a distancia.

### Defensa
Las Fuerzas Armadas suecas cancelaron el ejercicio militar internacional Aurora 20 que estaba programado para celebrarse entre mayo y junio. Austria y Canadá habían anunciado previamente la cancelación de su participación prevista.

### Entretenimiento
La prohibición de las reuniones públicas con más de 500 personas, llevó a la cancelación o aplazamiento de conciertos y otros eventos. Los conciertos cancelados debido a la prohibición de grandes multitudes incluyeron cuatro conciertos con entradas agotadas con Håkan Hellström en el Nya Ullevi Arena, Gotemburgo, programado para junio y agosto. Con un número total de entradas vendidas para los conciertos ascendía a 300,000, se creía que era un golpe significativo para la industria turística de Gotemburgo, con una pérdida potencial de 900 millones de SEK (€ 84 millones) si todos los conciertos programados en la arena debía ser cancelada. El organizador del festival de música Summerburst había anunciado previamente la cancelación de su evento programado en Nya Ullevi. El festival de rock Sweden Rock, celebrado cada año desde 1992 en Blekinge y programado para junio, fue cancelado debido a la pandemia en curso. El teatro y la ópera se vieron afectados, con lugares importantes como la ópera de Gotemburgo, la Ópera Malmö, el Teatro Real Dramático y la Ópera Real Sueca, todos cerraron sus sedes y cancelaron los próximos eventos. El cine también se vio afectado, y la cadena de cines más grande de Suecia, Filmstaden, decidió cerrar todos sus cines el 17 de marzo hasta nuevo aviso. En abril, los parques de atracciones suecos Gröna Lund en Estocolmo y Liseberg en Gotemburgo anunciaron que iban a cancelar o reprogramar todos los conciertos programados antes del pleno verano. El primero ya había pospuesto la apertura de la temporada indefinidamente, mientras que el segundo todavía esperaba abrir el parque como estaba previsto a mediados de mayo. Como los parques de diversiones dependen principalmente de trabajadores temporeros, los cierres resultarían en miles de contratos de trabajo cancelados.
A partir del 30 de marzo de 2020, la biblioteca pública de Gävle comenzó con un servicio de entrega de libros para personas de 70 años o más. La biblioteca también comenzará un servicio de comida para llevar donde puede pre-préstamo de libros y recogerlos en una bolsa para llevar.

## Debate y críticas
La respuesta sueca a la pandemia se ha debatido en Suecia, aunque las encuestas muestran un amplio acuerdo para la respuesta entre el público. El debate ha involucrado principalmente a académicos, ya que la oposición en el Riksdag inicialmente evitó criticar la respuesta del gobierno o las agencias. Los partidos sin representación en el gobierno, incluido el partido conservador liberal, los moderados, los demócratas cristianos, los partidos de centroderecha, los liberales y el partido de centro, y el partido socialista de izquierda expresaron su apoyo al gobierno compuesto por el social sueco El Partido Demócrata y el Partido Verde, donde la oposición apoya al gobierno en un momento de crisis. La excepción son los demócratas populistas de derecha de Suecia, cuyo líder del partido Jimmie Åkesson pidió el cierre de las escuelas. El líder del Partido Moderado, el mayor partido de la oposición, Ulf Kristersson, dijo que eventualmente será necesario evaluar cómo el gobierno y las agencias manejaron la pandemia, "pero no ahora". En mayo, varios políticos de la oposición criticaron duramente al gobierno y al primer ministro Stefan Löfvén por el bajo número de pruebas que se llevan a cabo, a pesar de las promesas del gobierno en abril de aumentar las pruebas a 100 000 personas por semana. Kristersson exigió que Löfvén sea mucho más claro acerca de quién tiene la responsabilidad de las pruebas, y Ebba Busch, líder de los demócratas cristianos, acusó a Löfvén de "gobierno débil" jugando un "juego de alto riesgo con la vida y la salud de los suecos". El líder del partido de izquierda, Jonas Sjöstedt, dijo que el gobierno necesitaba intervenir y hacerse cargo, y acusó al gobierno de permanecer impotente cuando las regiones no lograron aumentar las pruebas.
Suecia a veces se utilizaba como ariete en los debates, tanto para defender como para criticar medidas más "estrictas", incluidos los manifestantes y los políticos contra el bloqueo. Algunos líderes extranjeros han utilizado a Suecia como ejemplo de advertencia al defender su propia estrategia, incluidos Alberto Fernández, presidente de Argentina y el presidente de los Estados Unidos, Donald Trump, que compararon el mayor número de muertes de Suecia junto a sus países vecinos que habían aplicado medidas más estrictas, y dijeron que "Suecia está pagando mucho por su decisión de no cerrar su económia". Algunas de las críticas más duras de fuera de Suecia se encontraron en el periódico chino Global Times, estrechamente vinculado al gobernante Partido Comunista de China, acusó a Suecia de haber capitulado ante el virus, llamando al país "un agujero negro" y llamó a la comunidad internacional. para condenar las acciones de Suecia. Algunos, incluido el ministro de Justicia sueco Morgan Johansson, especularon que las fuertes críticas pueden estar en parte relacionadas con las malas relaciones entre los dos países después del encarcelamiento del escritor sueco Gui Minhai nacido en China. 
Suecia también ha sido acusada de brindar ayuda activa por muerte a personas mayores que se puede comparar con la eutanasia. El tratamiento del país hacia sus ancianos también fue cuestionado. En un artículo de la BBC, "Coronavirus: ¿Qué está mal en los hogares de ancianos de Suecia?.

## Localización
La región más alcanzada es Estocolmo, seguida a distancia por Västra Götaland y Escania.

La Región de Estocolmo
La Región de Västra Götaland
La Región de Escania

## Localidades

### Regiones más alcanzadas de Suecia
- Estocolmo - Región del centro; cerca de 1 900 000 habitantes
- Västra Götaland - Región del suroeste; cerca de 1 700 000 habitantes
- Escânia - Región del sur; cerca de 1 300 000 habitantes

### Hospitales envueltos en el surto de coronavírus
- Hospital Universitario Karolinska - Hospital del Condado de Estocolmo, en Solna y Huddinge
- Hospital Universitario Sahlgrenska - Hospital del Condado de la Västra Götaland, en Gotemburgo y Mölndal
- Hospital Universitario de la Escânia - Hospital del Condado de la Escânia, en Lund y Malmö

- Hospital Regional de Ryhov - Hospital del Condado de Jönköping
- Hospital Universitario de Uppsala - Hospital del Condado de Uppsala
- Hospital Universitario de Örebro - Hospital del Condado de Örebro
- Hospital Regional de Södra Älvsborg - Hospital del Condado de la Västra Götaland, en Borås
- Hospital de Gävle - Hospital del Condado de Gävleborg, en Gävle
- Hospital Céntrico de Karlstad - Hospital del Condado de la Värmland, en Karlstad

### Instituciones oficiales envueltas
- Autoridad Nacional de la Salud Pública (Folkhälsomyndigheten)[73][72]

Mapa animado mostrando casos confirmados de COVID-19 desde 12 de enero de 2020.

## Estadísticas

### Casos por provincias
| Blekinge        | 30 239    | 171    | 19 001 | 84   |
| Dalarna         | 72 353    | 504    | 25 147 | 246  |
| Gotland         | 11 689    | 72     | 11 689 | 39   |
| Gävleborg       | 74 236    | 721    | 25 823 | 311  |
| Halland         | 106 896   | 469    | 31 777 | 224  |
| Jämtland        | 33 727    | 180    | 25 725 | 93   |
| Jönköping       | 87 753    | 710    | 24 060 | 403  |
| Kalmar          | 61 160    | 365    | 24 867 | 131  |
| Kronoberg       | 50 297    | 397    | 24 885 | 158  |
| Norrbotten      | 49 805    | 422    | 19 947 | 256  |
| Escania         | 342 338   | 2457   | 24 683 | 798  |
| Estocolmo       | 585 301   | 5384   | 24 501 | 2583 |
| Södermanland    | 65 817    | 616    | 22 003 | 431  |
| Upsala          | 91 772    | 697    | 23 686 | 455  |
| Värmland        | 67 165    | 366    | 23 747 | 171  |
| Västerbotten    | 58 209    | 341    | 21 324 | 194  |
| Västernorrland  | 54 931    | 637    | 22 448 | 210  |
| Västmanland     | 77 161    | 505    | 27 866 | 154  |
| Västra Götaland | 439 161   | 3202   | 25 341 | 1620 |
| Örebro          | 95 591    | 484    | 31 288 | 268  |
| Östergötland    | 96 395    | 828    | 20 645 | 428  |
| Suecia          | 2 551 996 | 19 528 | -      | 9257 |

## Vacunación
La vacunación contra la COVID-19 en Suecia es la estrategia nacional de vacunación que está en curso desde el 27 de diciembre de 2020 para inmunizar a la población contra la COVID-19 en el país, en el marco de un esfuerzo mundial para combatir la pandemia de COVID-19.

## Geriátricos
De las personas que murieron a causa de la enfermedad en Suecia, muchos residían en hogares de ancianos. A principios de mayo, más de 500 hogares de ancianos informaron casos de COVID-19. Entre las personas de 70 años o más, la mitad (50%) de los que murieron habían estado viviendo en un hogar de ancianos, mientras que otro 26% había recibido atención domiciliaria. Se observó un exceso de mortalidad del 30% en hogares de ancianos suecos durante la pandemia. La cifra difirió entre regiones, y las cifras fueron más altas en el condado de Estocolmo, donde el exceso de mortalidad en hogares de ancianos alcanzó aproximadamente el 100%, según una investigación realizada por SVT.

## Respuesta de la Unión Europea
A partir de finales del primer trimestre de 2020, varios de los Estados miembros de la Unión se confrontaron a la crisis sanitaria de la pandemia de COVID-19. El impacto mediático generado por la situación, precipitó a los gobiernos nacionales y a las instituciones europeas a una situación sin precedentes, que en marzo, llevó a que los Estados miembros aceptaran la recomendación emitida por la Comisión Von der Leyen sobre lo que deberían hacer para restringir la entrada en el territorio a los residentes extracomunitarios. Casi al mismo tiempo, la Comisión lanzó su primera reserva de material médico con el fin de repartirlo a los Estados de la Unión más afectados por la pandemia.
En abril se sucedieron numerosas acciones políticas en respuesta a la crisis. En primer lugar reaccionó el Banco Central Europeo (BCE) con un programa de compra de títulos para evitar el colapso de los mercados de deuda, lo que contribuyó a estabilizar la situación financiera. Entonces, tras ser aprobada por primera vez la denominada “cláusula general de salvaguarda” prevista para escenarios de graves crisis generalizadas que afecten a la eurozona, la Comisión pudo levantar los límites que fijaba el pacto de estabilidad y crecimiento. De esta forma se autorizó a los gobiernos nacionales a inyectar en la economía tanto dinero «como fuese necesario». A dicha flexibilización se añadieron también los cambios en la autorización de ayudas públicas, ya que la normativa permitió otorgar hasta 800.000 euros por compañía en forma de subvención directa o ventajas fiscales. De manera complementaria, el Eurogrupo logró un acuerdo la segunda semana de abril que estableció los detalles de la primera red de seguridad comunitaria contra los efectos de la pandemia.
Pero el anuncio más destacado llegó el 18 de mayo de 2020, cuando en una rueda de prensa Merkel y Macron presentaron un plan para la UE en el marco de la crisis de la pandemia. Este impulso se integró con varias acciones institucionales de las semanas anteriores, y sirvió de base al plan recuperación económica (Next Generation EU) presentado por Von der Leyen la semana siguiente. Empero, el anuncio conjunto de Merkel y Macron fue impulsado por un fallo del Tribunal Constitucional de Alemania, que días antes había puesto en duda la independencia del Banco Central Europeo (BCE) para mantener a flote las economías de los miembros más vulnerables de la organización, así como la gobernabilidad de la UE. Hasta entonces, Merkel —quien ocho años antes, en el punto más álgido de la crisis del euro, aseguró que no habría eurobonos «mientras yo viva»— se había opuesto a la propuesta de Macron para crear un fondo que obligaría a los 27 a aumentar la deuda de forma conjunta.
En diciembre de 2020, la vacuna Tozinameran contra la COVID-19 logró la autorización de comercialización en la UE. BioNTech (Societas europaea), el laboratorio al origen de dicho producto, había recibido más de 9 millones de euros de financiación de la UE para la investigación durante la década precedente. Además, en junio fue beneficiario de un préstamo de 100 millones de euros del Banco Europeo de Inversiones (BEI), respaldado por la UE. Esto ayudó al laboratorio alemán a ampliar sus capacidades de fabricación y a suministrar la vacuna a nivel mundial.
En el plano internacional, durante el mes de mayo la Comisión lanzó la "Respuesta mundial al coronavirus", una acción que perseguía el «acceso universal a vacunas, tratamientos y tests de coronavirus asequibles». En la primera jornada del evento quedó cubierto el objetivo monetario de 7400 millones de euros, más de un tercio de los cuales procedían de la UE y sus Estados miembros. Este “maratón mundial de donantes”, dio paso al lanzamiento de una campaña denominada Global Goal: Unite for our Future que culminó el 27 de junio con una cumbre mundial de donantes, presidida por Von der Leyen, que recaudo 6.150 millones de euros.